# 사이보그 나이트
《사이보그 나이트》(Knights)는 미국에서 제작된 앨버트 파이언 감독의 1993년 액션, 모험, SF 영화이다. 캐시 롱 등이 주연으로 출연하였고 톰 카르노브스키 등이 제작에 참여하였다. 캐시 롱의 할리우드 데뷔작이다. 이 영화는 1989년 영화 사이보드의 후속작이며 1993년 홈 비디오로 출시되었다.

## 출연

### 주연
- 캐시 롱
- 크리스 크리스토퍼슨

### 조연
- 랜스 헨릭슨
- 스콧 폴린
- 게리 다니엘스
- 니콜라스 게스트
- 빈센트 클린
- 벤 맥크레리
- 밥 브라운
- 존 H. 앱스타인
- 버튼 리처드슨
- 클레어 호액
- 팀 토머슨

## 기타
- 미술: 필 자링
- 세트: E. 콜린 사로
- 의상: 리즈 울프
- 배역: 메리 조 슬래터
- 배역: 도리 주커먼